# Kleines Ochsenauge
Das Kleine Ochsenauge (Hyponephele lycaon) ist ein Schmetterling aus der Unterfamilie der Augenfalter (Satyrinae).

## Merkmale
Das kleine Ochsenauge hat eine Spannweite von 36 bis 42 Millimetern (37 bis 43 mm). Die Art zeigt einen Sexualdimorphismus: das Männchen hat auf der Oberseite der Vorderflügel einen Fleck mit Duftschuppen, das Weibchen hat auf dem Vorderflügel zwei schwarze Augenflecken.
Die sehr agile grüne Raupe hat einen einzigartigen zweifarbigen Seitenstreifen: oben rot, unten weiß.

## Lebensweise und Verbreitung
Die Falter fliegen von Juni bis September (August). Jedes Jahr fliegt nur eine Generation. Das Verbreitungsgebiet erstreckt sich von Nord-Portugal und Spanien (außer Südwest-Spanien) über Südfrankreich und das Alpengebiet bis nach Osteuropa einschließlich des Ostseeraums und Mittelasien. Die nördliche Verbreitungsgrenze verlief früher bei etwa 62 Grad nördlicher Breite durch den Süden Finnlands, wo die Art über einen längeren Zeitraum von 1823 bis 1936 registriert wurde. Seitdem ist sie dort allerdings verschwunden. Die Nordwestgrenze verläuft in Deutschland in etwa durch den Hamburger Raum, dort waren die Falter in der Fischbeker Heide in den Jahren 1953 und 1954 nicht selten anzutreffen. Inzwischen ist die Art dort vom Aussterben bedroht. Daneben wurde das Kleine Ochsenauge in Holstein an vielen Orten registriert, wobei vermutet wird, dass die Falter aus Mecklenburg eingewandert sind.
Das Kleine Ochsenauge ist eine bevorzugt kontinental verbreitete Art und liebt trocken-warme, steppenartige oder gebüschreiche, grasige Flecken zwischen Felsen. Es fliegt relativ schnell und knapp über dem Boden. Mit zusammengeklappten Flügeln am Boden sitzend ist es sehr gut getarnt. Bei der Nahrungssuche werden Blühpflanzen wie Skabiosen bevorzugt.
Das Weibchen heftet die recht großen Eier an Gräser wie Rispengräser, Schwingel (Festuca) oder Aufrechte Trespe (Bromus erectus).